# Nybro (gemeente)
Nybro is een Zweedse gemeente in Småland. De gemeente behoort tot de provincie Kalmar län. Ze heeft een totale oppervlakte van 1207,2 km² en telde 19.882 inwoners in 2004.

## Geschiedenis
Vanaf de 18e eeuw werden er in dit beboste en nauwelijks bewoonde gebied kleine ijzersmelterijen gevestigd. Het ijzererts lag zowat aan de oppervlakte in de vorm van ijzerrijk veen. Waterkracht was ook een belangrijke voorwaarde voor de industrie. In de 19e eeuw kwam de glasindustrie op. De wereldberoemde glasfabriek van Orrefors werd bijvoorbeeld gesticht in 1898 in gebouwen die eerder als ijzersmelterij in gebruik waren. Maar er waren ook glasfabrieken in het nabijgelegen Flygsfors, Gadderås, Flerohopp en Målerås. Nog belangrijker voor de ontwikkeling was de aanleg van de spoorlijnen. Daarmee werd vervoer van eindproducten naar de haven van Kalmar of grotere steden als Göteborg en Malmö mogelijk gemaakt.
Het jonge stadje Nybro lag op een knooppunt van spoorwegen, waardoor de houtindustrie en weverijen konden opbloeien. Ook kleinere plaatsen aan spoorlijnen bloeiden op, zoals Alsterbro in het noorden van de huidige gemeente.
In 1952 werden de oude gemeentes Kråksmåla en Bäckebo samengevoegd tot Alsterbro, terwijl Madesjö er Kristvalla en Örsjö bij kreeg. Samen met Hälleberga en Nybro werd in 1971 de huidige gemeente gevormd, waarbij ook grenswijzigingen met buurgemeentes werden doorgevoerd.

## Karakteristiek
Nybro is een kleine, jonge industriestad, omgeven door bossen en kleinschalige landbouwenclaves. De dorpen hebben ook een industrieel karakter, maar dan op een heel kleine schaal en met een landelijk karakter. Het landschap wordt bepaald door eskers uit de laatste ijstijd. Diverse beken zorgen voor de afwatering van het Smålandse hoogland, waarvan Ljungbyån de belangrijkste is.
De glasindustrie is nog prominent aanwezig, ook al ligt de nadruk tegenwoordig op design en toerisme en niet meer op massaproductie. Van de 15 glasfabrieken in het "Koninkrijk van glas" (Glasriket) liggen er 4 binnen de gemeente: 2 in Nybro zelf naast de glasfabrieken van Orrefors en Målerås.
Zoals zoveel gemeentes in Småland heeft Nybro te kampen met een teruglopend aantal inwoners.

## Nederzettingen
Naast de centrale stad, waar het merendeel van de bevolking woont, is er nog een achttal andere nederzettingen binnen de gemeente. In de tabel de bevolkingsgegevens van 31 december 2005.
| # | Nederzetting    | Inwonertal |
| - | --------------- | ---------- |
| 1 | Nybro (stad)    | 12,598     |
| 2 | Orrefors        | 696        |
| 3 | Alsterbro       | 462        |
| 4 | Örsjö           | 373        |
| 5 | Kristvallabrunn | 262        |
| 6 | Flygsfors       | 255        |
| 7 | Bäckebo         | 241        |
| 8 | Målerås         | 228        |
| 9 | Flerohopp       | 209        |

Kleinere nederzettingen in de gemeente zijn o.a. Gullaskruv, Sankt Sigfrid en Gullaskruv.